# Episodi de Il commissario Rex (prima stagione)
La prima stagione della serie televisiva Il commissario Rex consta di quattordici episodi andati in onda per la prima volta in Austria tra il 10 novembre 1994 e il 9 febbraio 1995 e, in Italia, su Raidue, tra il 9 settembre e il 26 settembre 1997.

Rex e Moser

| nº | Titolo originale                 | Titolo italiano           | Prima TV Austria | Prima TV Italia   |
| -- | -------------------------------- | ------------------------- | ---------------- | ----------------- |
| 1  | Endstation Wien                  | Capolinea Vienna          | 10 novembre 1994 | 9 settembre 1997  |
| 2  | Ein perfekter Mord               | Rischi di cuore           | 17 novembre 1994 | 11 settembre 1997 |
| 3  | Flucht in den Tod                | Fuga verso la morte       | 24 novembre 1994 | 12 settembre 1997 |
| 4  | Der Tod der alten Damen          | Facile preda              | 1º dicembre 1994 | 13 settembre 1997 |
| 5  | Tanz auf dem Vulkan              | Ballo sul vulcano         | 8 dicembre 1994  | 15 settembre 1997 |
| 6  | Die Tote von Schönbrunn          | La donna del parco        | 15 dicembre 1994 | 17 settembre 1997 |
| 7  | Diagnose Mord                    | Diagnosi: omicidio        | 22 dicembre 1994 | 18 settembre 1997 |
| 8  | Ein feines Haus                  | Una casa perbene          | 29 dicembre 1994 | 19 settembre 1997 |
| 9  | Amok                             | Follia omicida            | 5 gennaio 1995   | 20 settembre 1997 |
| 10 | Der erste Preis                  | Sinfonia mortale          | 12 gennaio 1995  | 22 settembre 1997 |
| 11 | Tödliche Teddys                  | Orsacchiotti letali       | 19 gennaio 1995  | 23 settembre 1997 |
| 12 | Bring mir den Kopf von Beethoven | Il cranio di Beethoven    | 26 gennaio 1995  | 24 settembre 1997 |
| 13 | Unter den Straßen von Wien       | Sotto le strade di Vienna | 2 febbraio 1995  | 25 settembre 1997 |
| 14 | Schüsse auf Rex                  | Rapimento                 | 9 febbraio 1995  | 26 settembre 1997 |

## Capolinea Vienna
- Titolo originale: '
- Diretto da:
- Scritto da:

### Trama
Una bomba scoppia nel centro di Vienna. Responsabile dell'attentato è un killer della mafia russa, che ha posizionato l'ordigno per uccidere un importante uomo d'affari viennese. In breve, egli viene acciuffato grazie all'abilità di un cane poliziotto di nome Rex, ma l'addestratore del cane muore durante l'inseguimento. Il killer, ferito a una spalla dal commissario Moser, responsabile dell'operazione, viene portato in ospedale, dove muore in circostanze misteriose. Il commissario Moser, capo della sezione omicidi della polizia di Vienna, e il suo assistente Ernest Stockinger iniziano le indagini sulla morte del killer. Non hanno alcun testimone, nemmeno l'autopsia eseguita dal medico legale dà loro una pista. Ma alcuni piccoli indizi portano i due a dubitare della testimonianza della vedova dell'uomo d'affari ucciso dalla mafia russa e del suo ex socio di lavoro. La donna, però, è costretta su una sedia a rotelle ed è proprio il suo handicap a fornirle un ottimo alibi. Intanto, si scopre che anche l'ex socio è stato ucciso. Ma questa volta l'assassino commette uno sbaglio: sottovaluta l'intelligenza del cane poliziotto Rex che, nel frattempo, è stato adottato da Moser. Infatti, grazie al fiuto del suo nuovo collega a quattro zampe, il commissario scopre che la vedova aveva, per anni, simulato la sua invalidità, e questo le aveva dato la possibilità di uccidere la persona che aveva minacciato la donna (in quanto era custode del denaro di un giro di tangenti) senza essere, almeno così supponeva, scoperta. La donna, smascherata dei suoi delitti compreso l'assassinio di suo marito, viene consegnata alla giustizia.

## Rischi di cuore
- Titolo originale: '
- Diretto da:
- Scritto da:

### Trama
Il proprietario di un famoso ristorante viennese muore per un improvviso attacco cardiaco. Tutto fa presumere che sia stata una morte naturale, ma durante l'autopsia il dottor Leo Graf scopre che una valvola del pacemaker si è bruciata, e questo indica che la morte non è stata accidentale. Moser, che si era preso un periodo di ferie, viene chiamato al lavoro da Stonckinger per occuparsi del caso. Dopo un accurato sopralluogo, Moser capisce che la morte dell'uomo è dovuta alla manomissione del forno a microonde usato nel ristorante: il forno, con le sue onde magnetiche, aveva bruciato la valvola del pacemaker. Inoltre, l'astuto commissario scopre che la vittima, anche se sposato, aveva da anni una relazione con la moglie del fratello. Questi indizi portano Moser a presumere che sia la moglie della vittima, sia il fratello e sia l'amante avevano buone ragioni per uccidere l'uomo. Ma quando anche la moglie del fratello viene uccisa, il cerchio si ristringe. Grazie all'infallibile fiuto di Rex, Moser intuisce che l'assassino di entrambi i cadaveri è il fratello. Quest'ultimo, infatti, aveva deciso di eliminare tutte le persone che facevano parte del suo triste passato. Proprio mentre Moser sta per arrestarlo, l'uomo tenta di uccidere anche la moglie del suo defunto fratello, ma Rex riesce a salvarla.

## Fuga verso la morte
- Titolo originale: '
- Diretto da:
- Scritto da:

### Trama
La polizia trova un cadavere dentro ad un cassonetto della spazzatura su una strada isolata nei dintorni di Vienna. Appena arrivati sul luogo del ritrovamento, Moser e Rex si mettono alla ricerca di indizi. Il cane, però, fiuta solamente una macchia liquida sull'asfalto, lasciata probabilmente da un camion con cella frigorifera. Gli indizi portano Moser e Stockinger ad indagare presso la discarica, in cui anche grazie al fiuto di Rex vengono rinvenute delle buste con dei cadaveri fatti a pezzi. Nel frattempo, il dottor Leo Graf mette al corrente il commissario dell'esito dell'autopsia fatta sui cadaveri: la vittima è morta per assideramento, avvenimento strano in agosto, ma la cosa sconvolgente è che ai cadaveri rinvenuti nelle buste sono stati asportati i reni. Moser non ha nulla su cui indagare e decide di portare Rex sul luogo del ritrovamento, sperando che il fiuto del suo compagno gli faccia trovare una probabile pista da seguire. Infatti, grazie a Rex, Moser vede un gruppo di uomini che stanno facendo uscire sul retro di un camion alcuni clandestini. Ora è tutto chiaro: sperando in una vita migliore, alcuni profughi russi venivano fatti entrare clandestinamente nel paese. Ma qui trovavano solo la morte, perché in ballo c'era un più proficuo traffico di organi. Mentre Moser tenta invano di chiamare rinforzi, viene scoperto da uno degli uomini, che gli spara, ferendolo all'addome, ma Rex riesce a scappare. Il gruppo di criminali porta i prigionieri in una villa e rinchiude Moser nelle cantine. Rex riesce a trovarlo e a chiamare rinforzi, salvando così la vita non solo al suo collega, ma anche ai clandestini.

## Facile preda
- Titolo originale: '
- Diretto da:
- Scritto da:

### Trama
Una serie di misteriose sparizioni, che riguardano innocenti vecchiette, mette in agitazione la polizia viennese. Giunto all'appartamento di una delle donne scomparse, Moser scopre che i gioielli della proprietaria di casa sono spariti, ma non c'è alcun segno di effrazione; questo fa supporre che la donna conoscesse il killer. Mentre Moser continua a cercare indizi dentro l'appartamento, Rex fa amicizia con un bambino che abita nel palazzo della donna uccisa. Il bambino aveva trovato sulle scale un cappello che portava la scritta di un negozio di alimentari. Moser decide di seguire questa pista, pensando che, forse, l'assassino sia il ragazzo delle consegne a domicilio. Insieme a Stockinger, fa visita al negozio e scopre che sul libro dei clienti che si fanno consegnare la spesa a casa ci sono tutti gli indirizzi delle vecchiette scomparse. Questo, chiaramente, insospettisce ancora di più Moser, che chiede al proprietario qualche informazione sul garzone che lavora lì. L'uomo gli risponde che è un bravo ragazzo, anche se un po' strano, e che è il nipote della vera proprietaria del negozio. Quest'ultima abita di fronte all'appartamento della donna scomparsa. Moser conosce già quella donna, perché il giorno in cui era andato a controllare la casa della vittima aveva notato che, dalla finestra opposta, una signora stava curiosando sull'accaduto e, pensando che forse quest'ultima avesse visto qualcosa era andato ad interrogarla; lei lo aveva liquidato con molta freddezza dicendogli che non sapeva nulla. Per Moser, ora, risulta chiaro che la donna stava solo cercando di proteggere il nipote, pensando che fosse lui il responsabile delle sparizioni delle vecchiette, e decide quindi di farla seguire, sperando che la porti al nipote. Infatti, Moser riesce a trovare il giovane e ad arrestarlo, ma scopre che l'ultima vittima non è stata uccisa da lui, bensì dal gestore del negozio di alimentari, indebitato fino all'osso con la vera proprietaria. Per ridarle tutti i soldi, aveva deciso di uccidere la vecchietta derubandola di tutti i gioielli, sperando che la colpa ricadesse poi sul garzone.

## Ballo sul vulcano
- Titolo originale: '
- Diretto da:
- Scritto da:

### Trama
Borek, un criminale che era stato catturato e consegnato alla giustizia mesi prima dallo stesso commissario Moser, riesce a fuggire grazie all'aiuto di un complice. Quest'ultimo, però, durante la fuga viene colpito e riacciuffato dalla polizia, mentre l'altro riesce a scappare. Moser intuisce che l'uomo è deciso a riprendersi il bottino che aveva rubato e nascosto prima di essere catturato la prima volta. Ed è proprio così: il criminale, infatti, entra in una chiesa dove aveva occultato una valigetta piena di plutonio, e se la riprende. Nel frattempo Moser, girando per la città, lo riconosce e si lancia all'inseguimento. Ma il criminale si rifugia dentro ad una scuola di danza e prende in ostaggio alcune bambine e la loro insegnante. Per evitare una strage, Moser è costretto a seguire la richiesta che l'uomo gli intima. Dopo varie trattative e tentativi falliti, Moser decide di far entrare in azione Rex. Il cane deve provare ad entrare di soppiatto nella stanza dove l'uomo si è barricato e tentare di disarmarlo senza far cadere la valigetta piena di plutonio che è stata posizionata su una scrivania. L'azione è molto pericolosa, ma Rex riesce a portarla a termine con successo. Le bambine sono salve e il criminale viene portato in prigione.

## La donna del parco
- Titolo originale: '
- Diretto da:
- Scritto da:

### Trama
Una donna viene trovata morta in un parco di Vienna. Ha addosso solo la pelliccia e la biancheria intima, e non si riesce a trovare la sua borsetta. In un primo momento, la polizia presume che la donna sia stata aggredita in un tentativo di stupro, ma il medico legale nega questa ipotesi. Per scoprire l'identità della donna, Moser fa pubblicare su un quotidiano locale una sua foto, sperando che qualcuno la riconosca. Intanto, si fa viva una vecchietta che afferma di aver visto un uomo allontanarsi correndo dal luogo del delitto e lo descrive sommariamente a Stockinger. Con un generico identikit, Moser decide di far visita allo zoo che si trova dentro al parco, sperando che qualcuno riconosca quell'uomo. La fortuna è dalla sua: trova l'indiziato e lo porta alla centrale per interrogarlo. Le poche prove, compresa la sua fedina penale sporca, fanno presumere che sia l'assassino, ma Moser non è convinto. Nel frattempo, dopo aver visto il giornale, la governante della donna uccisa chiama la polizia e il commissario va ad interrogarla. Scopre così l'identità della vittima e viene a sapere che ultimamente la donna andava spesso dal medico. Rintracciato quest'ultimo, Moser inizia ad indagare anche su di lui e scopre che il dottore aveva una relazione extraconiugale con la vittima: la cerchia degli indiziati si allarga. Moser, però, non crede nella colpevolezza di nessuno dei due uomini, e il fiuto di Rex, come al solito, non solo lo aiuta durante il caso, ma gli fa trovare anche l'arma del delitto. Moser scopre, così, che il vero assassino è la moglie del dottore; stufa delle scappatelle del marito e particolarmente gelosa di quest'ultima rivale, l'aveva uccisa pensando così di riprendersi l'amore del coniuge.

## Diagnosi: omicidio
- Titolo originale: '
- Diretto da:
- Scritto da:

### Trama
Una serie di morti misteriose si sussegue in una clinica psichiatrica. La polizia non trova nessuna traccia di violenza sui cadaveri, né indizi che facciano risalire queste morti ad omicidi. Moser, dopo la richiesta di aiuto da parte del suo amico patologo Leo Graf, che conosce personalmente il primario della clinica, decide di occuparsi personalmente del caso. L'unico modo per scoprire qualche cosa, però, è di entrare nella clinica come paziente. Moser si immedesima nel personaggio di un tassista alcolizzato a cui il medico curante impone un periodo di disintossicazione. Durante l'assenza di Moser, Rex viene affidato a Stockinger, anche se quest'ultimo ha il terrore dei cani. Appena entrato in clinica, Moser intuisce che c'è qualche cosa che non va: i pazienti possono ottenere di contrabbando tutto quello che vogliono, anche le bottiglie di superalcolici. Scopre inoltre che tutti i cadaveri ritrovati sono alcolizzati e hanno uno strano odore di kümmel. Il doppio gioco di Moser, però, non dura a lungo; le sue analisi cliniche lo smascherano: sono infatti troppo buone per un ubriacone. Ma Moser è sulla pista giusta. Tutti gli indizi portano a sospettare di un infermiere che si occupa del reparto alcolizzati della clinica. Una notte, mentre Moser dorme profondamente dopo essere stato drogato, l'infermiere sospettato entra nella stanza del commissario e tenta di ucciderlo, ma Rex, intuendo il pericolo che sta correndo il suo padrone, irrompe nella camera da una finestra e blocca l'assassino. Moser, in seguito, scopre che l'infermiere covava una forte avversione verso gli alcolizzati da quando sua moglie e sua figlia erano state uccise da un automobilista ubriaco.

## Una casa perbene
- Titolo originale: '
- Diretto da:
- Scritto da:

### Trama
Un vagabondo viene picchiato a morte la sera di Capodanno nella rimessa di un rispettabilissimo condominio viennese. La polizia però viene chiamata per il ritrovamento di un altro cadavere. Infatti, quando Moser arriva sulla scena del delitto trova il corpo di una donna che sembra essersi impiccata. Moser, però, non è convinto che sia un suicidio e i suoi dubbi sono presto confermati dal medico legale. Il commissario inizia ad interrogare gli inquilini del palazzo, ma tutti hanno un alibi di ferro: sono stati l'intera notte insieme per festeggiare il nuovo anno. Ma le cose non quadrano, e Moser ritorna a fare visita al condominio per un secondo interrogatorio. Appena arrivati, Rex comincia a fiutare qualche cosa e si dirige spedito verso la soffitta dello stabile. Lì trovano un uomo, malconcio ma ancora vivo, che era stato chiuso dentro ad un frigorifero in disuso. L'uomo racconta di essere stato scoperto da due inquilini mentre cercava un suo amico, che spesso si rifugiava nella rimessa di quello stabile, e di essere stato picchiato. Ora le cose si stanno facendo chiare: uno degli inquilini, in preda all'alcol, aveva ucciso un vagabondo la sera del Capodanno. Ma l'omicida aveva scoperto che la sua vittima era in realtà l'ex marito di un'altra inquilina che, appresa la notizia, aveva deciso di denunciarlo. Quindi, preso dal panico, l'aveva strangolata simulando un suicidio.

## Follia omicida
- Titolo originale: '
- Diretto da:
- Scritto da:

### Trama
Durante il ricovero in ospedale per una semplice operazione ad una gamba, un giovane agente di cambio scopre di avere l'AIDS. L'uomo faceva parte di un gruppo di persone, uomini e donne, che si riuniva nei weekend per scambi di coppia in un castello isolato nelle campagne vicino a Vienna. L'allegra combriccola, però, aveva regole molte ferree: niente sesso al di fuori del gruppo. Il giovane, presumendo che qualcuno non era stato ai patti, decide di vendicarsi uccidendo tutti i membri del gruppo. Uscito dall'ospedale, l'uomo inizia la sua guerra personale: uccide due componenti del gruppo e poi organizza un weekend nel castello chiamando gli altri. Moser, nel frattempo, viene informato del ritrovamento dei due cadaveri e, sulla scena del secondo delitto, trova un'agenda telefonica. Da questa scopre che le due vittime si conoscevano. Inizia così a telefonare a tutti i numeri sull'agenda per informare le persone dell'accaduto e del pericolo che stanno correndo. Grazie ad una di queste viene a conoscenza di cosa succede nel castello durante i fine settimana. Scopre, inoltre, che l'agente di cambio aveva lasciato precipitosamente l'ospedale dopo aver ricevuto la terribile notizia sul suo stato di salute. Moser presume così che proprio questo poteva essere un movente per l'omicidio. Intanto il killer, dopo aver riempito una serie di taniche di benzina, arriva al castello. Dopo di lui, giunge anche una giovane donna, che la polizia non aveva fatto in tempo ad avvertire. Entrata nel castello, la donna si trova subito davanti al killer, intenzionato a farla fuori. Lei tenta di scappare chiudendosi in una stanza, ma l'uomo spara e la donna cade colpita ad una spalla. Intanto, Moser e Stockinger arrivano al castello. L'uomo, che nel frattempo aveva cosparso il pavimento di benzina, inizia a sparare all'impazzata contro la polizia. Moser riesce ad entrare nel castello e cerca di dissuadere il giovane dal suo intento, ma è tutto inutile. Solo grazie a Rex, il killer viene consegnato alla giustizia, e la donna ferita portata in salvo. Ironia della sorte, alla fine si scopre che le analisi del sangue del giovane agente di cambio erano sbagliate: in realtà non aveva l'AIDS.
Nota: in questo episodio appare Gedeon Burkhard, il futuro interprete del commissario Alex Brandtner, successore di Moser, nei panni del killer.

## Sinfonia mortale
- Titolo originale: '
- Diretto da:
- Scritto da:

### Trama
Durante una passeggiata in un parco sulle rive del Danubio, un'anziana signora trova il corpo senza vita di una bambina di 12 anni e chiama subito la polizia. Moser, avvertito del ritrovamento del cadavere, si precipita sul luogo per iniziare le indagini. Purtroppo gli indizi sono pochi e Moser brancola nel buio. Tornato in centrale il commissario riceve la visita di una madre disperata perché anche la figlia, che ha la stessa età della bambina ritrovata morta nel parco, è scomparsa. Le due ragazzine, inoltre, avevano in comune una grande passione per la musica classica e andavano dallo stesso maestro di pianoforte. La bambina scomparsa aveva anche vinto una medaglia, il giorno stesso della sua sparizione, per una competizione musicale a scuola. Moser decide quindi di andare ad interrogare e perquisire la casa del loro maestro di musica. Durante la perquisizione, il commissario scopre che dalla cantina del musicista si arriva ad un tunnel che sfocia in una serie di labirinti che si snodano sotto la città di Vienna. In uno di questi cunicoli, grazie al fiuto del suo fedele Rex, Moser trova il cadavere della bambina scomparsa. A questo punto, tutti i sospetti ricadono sul maestro di musica. Inoltre, le indagini fatte su di lui portano alla luce un vecchio precedente penale: ubriaco, alla guida della sua macchina, aveva investito una bambina rimasta paralizzata dopo l'incidente. Ma proprio questo dà all'uomo il suo alibi, perché nei giorni in cui le due bambine erano state uccise, lui aveva fatto visita alla vittima del suo incidente per tutto il giorno. Ormai l'unica cosa che può fare Moser è andare a fare un altro sopralluogo nel tunnel sperando che Rex scopra qualcos'altro. Infatti, l'udito del cane sente il suono di un pianoforte, verso cui si dirige, seguito da Moser. I due sbucano nel cortile del palazzo dove abita il maestro di musica, ma scoprono che lì vive anche un altro musicista, e Moser decide di andarlo ad interrogare. Rex, appena entrato in casa del sospettato, inizia a scrutare e annusare ogni stanza e finalmente trova una prova decisiva: la medaglia che la bambina scomparsa, e poi uccisa, aveva vinto a scuola.

## Orsacchiotti letali
- Titolo originale: '
- Diretto da:
- Scritto da:

### Trama
Una bomba scoppia, in pieno giorno, in un negozio di giocattoli a Vienna. Stockinger e Höllerer si precipitano sul luogo dell'esplosione per scoprire qualche indizio. Moser, invece, è immobilizzato a letto per via di una gamba rotta ma, nonostante tutto, decide di partecipare lo stesso alle indagini. Sul luogo dello scoppio, Höllerer riconosce un uomo che aveva perso un braccio per la deflagrazione di un'altra bomba esplosa qualche mese prima, con la medesima dinamica, in un negozio della stessa catena di giocattoli. I due decidono di portarlo alla centrale per fagli qualche domanda, pensando che forse, per vendetta, l'uomo poteva aver collocato la seconda bomba. Moser, intanto, coccolato da Rex che lo aiuta nelle faccende di casa e gli porta da mangiare, decide di interrogare la proprietaria della fabbrica di giocattoli, facendola venire a casa sua. La donna, che è perseguitata dal suo ex fidanzato, sa più di quanto dice e, con qualche atto di seduzione femminile, capacità che certo non le manca, tenta di irretire l'ingenuo Moser. Ma la gelosia di Rex e la telefonata dei suoi colleghi, che arriva al momento giusto, lo salvano da un coinvolgimento sentimentale. Infatti, Moser viene chiamato da Stockinger, che lo avverte del ritrovamento, nella fabbrica di giocattoli, dell'ex fidanzato della donna. Moser decide di raggiungerla e porta con sé Rex e la proprietaria. Arrivati sul luogo, il commissario scopre che lì è stata messa un'altra bomba, e dalla stessa proprietaria: la fabbrica era in bancarotta e la donna, per evitare il disastro economico, aveva stipulato una cospicua assicurazione (20 milioni) pochi mesi prima.

## Il cranio di Beethoven
- Titolo originale: '
- Diretto da:
- Scritto da:

### Trama
Uno scappellino viene ucciso nel cimitero centrale di Vienna. Arrivato per un sopralluogo, Moser vede una donna aggirarsi fra le tombe con fare sospetto e decide di farla seguire. Intanto, frugando nella casa della vittima, trova alcune foto scattate alla tomba del grande compositore tedesco Ludwig van Beethoven. Insospettito, Moser ritorna al cimitero e scopre che la tomba del compositore è stata profanata ed è stato rubato il suo teschio. I primi sospetti cadono su un antiquario che spesso traffica, di contrabbando, questo tipo di articoli. Intanto, scopre anche che la donna ha un fidanzato ossessionato dalla passione per Beethoven e che anche loro due sono andati a fare visita all'antiquario. Quest'ultimo, poco dopo, viene trovato morto e Moser scova, nel ripostiglio del suo negozio, il prezioso teschio. Prima che Moser abbia il tempo di uscire da lì, la donna entra per riprendersi il teschio. Ma un altro uomo, coinvolto nell'omicidio, è nascosto nel negozio e prende in ostaggio la donna. Moser viene costretto a buttare la pistola, ma il criminale non ha tenuto conto di Rex che repentinamente gli salta addosso disarmandolo e salvando la donna.

## Sotto le strade di Vienna
- Titolo originale: '
- Diretto da:
- Scritto da:

### Trama
Una squadra di stagnanti, che lavora nei canali fognari di Vienna, trova il corpo di un uomo dentro ad un sacco. Del cadavere, però, sono state tagliate la testa e le braccia. Moser decide di occuparsi del caso, incuriosito anche dal rapporto del medico legale sul corpo mutilato. Infatti, anche se il riconoscimento è particolarmente impossibile, dato che la testa e le mani sono state tagliate, il dottor Leo Graf si accorge che sul petto del cadavere c'era un tatuaggio a forma di scorpione, rimosso chirurgicamente. Moser controlla subito se negli schedari della polizia ci sia un criminale con questo tatuaggio. Scopre che un uomo, che corrisponde alla descrizione, era uscito di prigione tre settimane prima, dopo aver scontato una pena per furto. Moser, quindi, si ricorda di una rapina in banca avvenuta di recente, di cui non era stato trovato né il colpevole né il bottino. La pista sembra quella giusta: Moser inizia la sua indagine con l'interrogatorio alla cassiera della banca, che in un primo tempo sembra non sapere nulla, ma poi confessa di aver avuto una relazione segreta con un poco di buono. Mostra così alla polizia una foto del giovane, e Moser si accorge che insieme a lui c'è l'uomo col tatuaggio. Moser intuisce che i due uomini avevano organizzato la rapina insieme e che poi, durante una discussione sul bottino, uno aveva ucciso l'altro e, per non farlo identificare della polizia, lo aveva mutilato. Ma dove fosse l'assassino e dove avesse nascosto i soldi, rimaneva un mistero. Moser decide di ritornare sul luogo del delitto, sperando nell'aiuto di Rex. Infatti, grazie al suo collega a quattro zampe, riesce a catturare il colpevole che, ingenuamente, era tornato sul posto per recuperare i soldi della rapina. Ad attenderlo, però, trova la polizia.

## Rapimento
- Titolo originale: '
- Diretto da:
- Scritto da:

### Trama
La squadra omicidi del commissario Moser sta investigando su un killer professionista che uccide le sue vittime con un colpo di pistola alla nuca. Durante lo svolgimento dalle indagini, Stockinger chiama Moser a casa per avvertirlo che l'uomo è stato individuato alla stazione centrale di Vienna. I due, insieme a Rex, corrono sul luogo per catturarlo e, grazie al loro collega a quattro zampe, riescono ad arrestarlo. Ma, quando lo portano alla centrale per interrogarlo, trovano ad aspettarli un avvocato che riesce a far liberare subito il suo cliente. Intanto, il mandante del killer, messo a conoscenza dell'accaduto e avendo paura che qualcuno possa risalire a lui, ordina a uno dei suoi uomini di rapire Rex, pensando così di poter ricattare Moser e di indurlo a rinunciare alle indagini. La mattina seguente, mentre Rex torna dalla panetteria dove di solito va a prendere la colazione, un uomo lo blocca nel portone di casa e gli spara una pallottola narcotizzante, quindi lo carica su un furgone e scappa. Poco dopo, Moser riceve una telefonata dal rapitore, che lo informa del rapimento di Rex e lo minaccia di uccidere il cane se non chiude il caso che sta lavorando. Preso dal panico, Moser decide di seguire alla lettera gli ordini dei rapitori, senza informare nessuno di ciò che sta accadendo, neanche i suoi colleghi di lavoro. Ma questi ultimi, rendendosi conto che c'è qualche cosa che non quadra, chiedono spiegazioni. Moser, allora, decide di dir loro tutto pregandoli, però, di non immischiarsi. Ma Stockinger e Höllerer decidono comunque di aiutarlo. I tre si mettono subito al lavoro dividendosi i compiti: Moser e Stockinger alla ricerca di Rex, mentre Höllerer deve occuparsi di arrestare il killer, che sta per lasciare il paese. Alla fine la squadra riesce a trovare e liberare Rex, ma anche ad arrestare il killer e il suo misterioso mandante.